# Disturbed
Disturbed (englisch für „gestört, wahnsinnig“) ist eine US-amerikanische Metal-Band aus Chicago, Illinois. Sie wurde 1994 gegründet und wird heute meist den Genres Hard Rock und Heavy Metal zugeordnet. In früheren Jahren wurde häufig das Genre Nu Metal genannt. Disturbed stehen bei Reprise Records unter Vertrag und haben acht Studioalben veröffentlicht.
Die Band besteht aus dem Sänger David Draiman, dem Gitarristen und Keyboarder Dan Donegan, dem Bassisten John Moyer und dem Schlagzeuger Mike Wengren. Donegan und Wengren sind seit Gründung der Band involviert. Draiman ersetzte den ursprünglichen Sänger Erich Awalt im Jahre 1996, während Moyer für den ehemaligen Bassisten Steve Kmak im Jahr 2005 in die Band kam.
Bis Mai 2025 verkaufte die Band weltweit insgesamt mehr als 60 Millionen Tonträger. Fünf ihrer acht Studioalben erreichten Platz eins der US-amerikanischen Albumcharts. Disturbed wurden dreimal für den Grammy und einmal für den Echo nominiert.

## Geschichte

### Die frühen Jahre (1994 bis 2000)

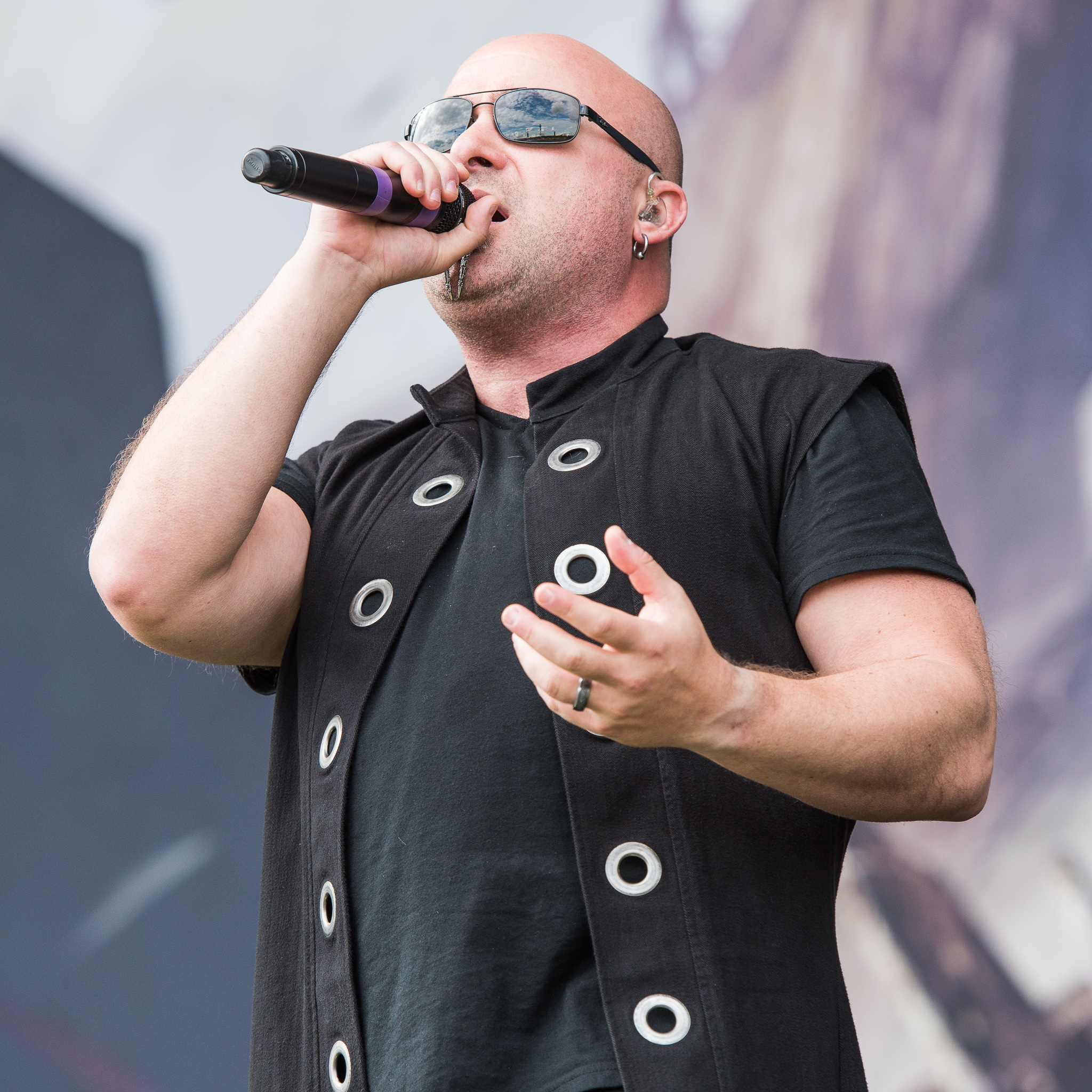
Leadsänger David Draiman (2016)

Die Band wurde 1994 von Dan Donegan (Gitarre), Steve „Fuzz“ Kmak (Bass), Mike Wengren (Schlagzeug) und dem ehemaligen Sänger Erich Awalt unter dem Namen Brawl gegründet. Nachdem die Band im selben Jahr ihre erste Demo veröffentlichte, verließ Erich Awalt 1996 die Band. Danach begab sich die Band auf die Suche nach einem neuen Sänger. Nachdem mehrere Kandidaten kamen und gingen, gab die Gruppe eine Zeitungsanzeige auf, auf die sich David Draiman meldete. Draiman hatte zuvor noch nie in einer Band dieser Musikrichtung gesungen. Bei den Proben überzeugte Draiman durch seine Stimme und sein Auftreten, sodass er schließlich in die Band aufgenommen wurde.
Die Band, die sich auf Draimans Vorschlag hin in Disturbed umbenannte, nahm ein Demo auf, welches schnell das Interesse verschiedener Plattenfirmen weckte. Über den Produzenten des Demos gelangte eine Kopie der Aufnahmen an den Manowar-Bassisten Joey DeMaio, der sich in der Folgezeit sehr für sie einsetzte. Disturbed spielten zahlreiche Konzerte im Umland von Chicago und erspielten sich langsam eine Anhängerschaft. Als die ersten College-Radiostationen anfingen, Lieder von Disturbed zu spielen, wurden die ersten Plattenfirmen auf die Band aufmerksam. Schließlich unterzeichnete sie einen Vertrag bei Giant Records, einem Unterlabel der Warner Music Group.

### The Sickness(2000 bis 2002)

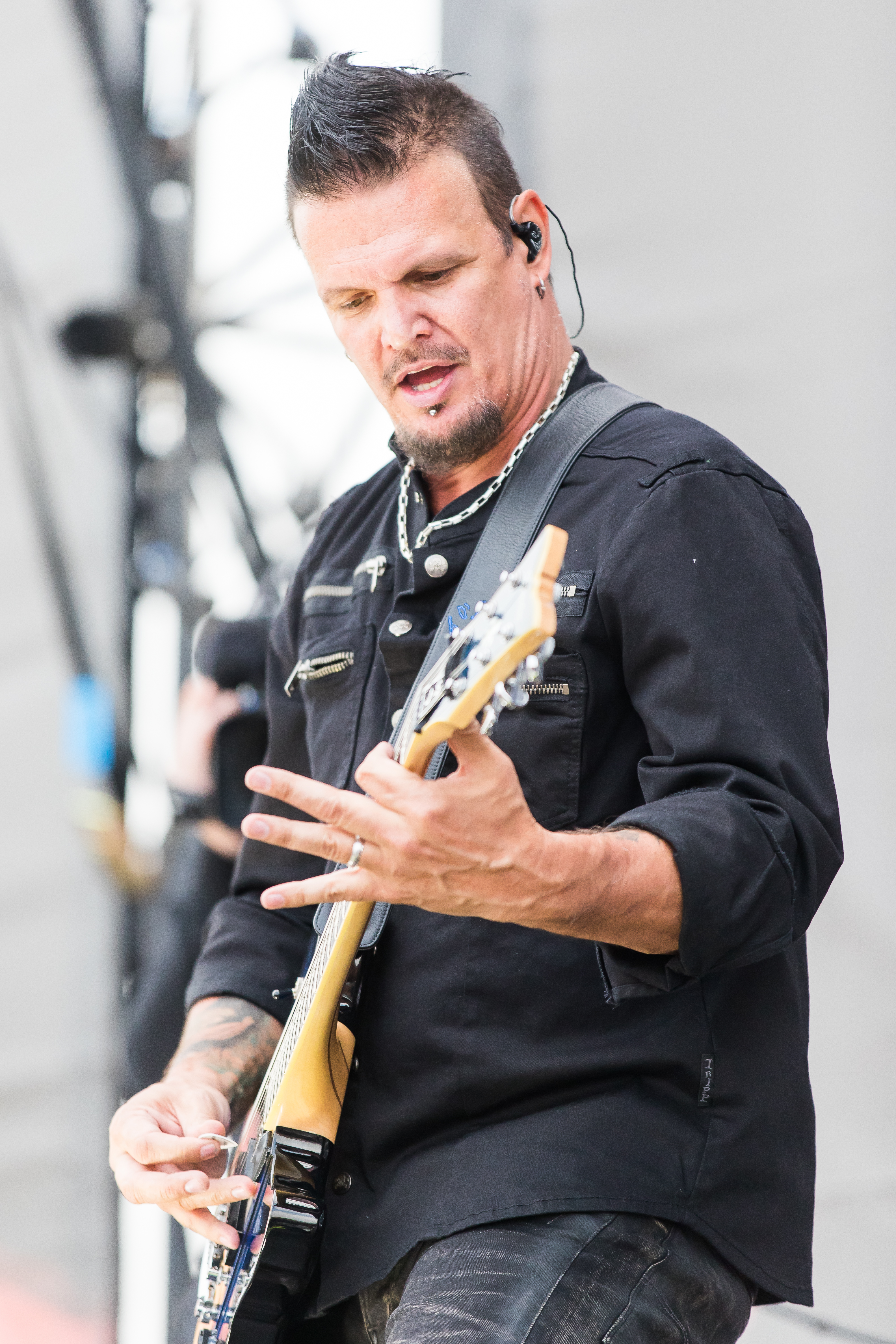
Gitarrist Dan Donegan (2016)

Unter der Leitung des Produzenten Johnny K (bürgerlich John Karkazis) nahm die Gruppe in den Groovemaster Studios in Chicago ihr Debütalbum The Sickness auf, welches im März 2000 veröffentlicht wurde. Mit der Debütsingle Stupify schaffte sie ihren Durchbruch. Mit Ozzy Osbourne konnte Disturbed einen weiteren prominenten Fan für sich gewinnen und wurden auf die Ozzfest-Tournee eingeladen. Das Album stieg auf Platz 67 der US-amerikanischen Albumcharts ein und erreichte später Platz 29. Alleine in den USA verkaufte sich das Album über fünf Millionen Mal und ist bis heute ihr meistverkauftes Werk. Mit Down with the Sickness, Voices und The Game wurden drei weitere Singles ausgekoppelt. Das Album enthält ferner noch eine Coverversion des Liedes Shout, im Original von Tears for Fears.
Neben dem Album nahm die Band das Lied Glass Shatters als Einlaufmusik des US-amerikanischen Wrestlers Steve Austin neu auf und absolvierte in der Folgezeit zahlreiche Tourneen. Im Jahre 2001 war Disturbed Headliner der zweiten Bühne der Ozzfest-Tour. Später ging die Band zusammen mit Godsmack und den Stone Temple Pilots auf die von MTV gesponserte Tournee Return of the Rock. Das Konzert in Chicago wurde von MTV mitgeschnitten und häufig ausgestrahlt. Schließlich ging die Band auf ihre erste, Music as a Weapon genannte, Headlinertour durch Nordamerika. Begleitet wurde Disturbed u. a. von Adema und Drowning Pool.
Ende 2001 reiste die Band erstmals nach Europa, um als Vorgruppe von Marilyn Manson auf dessen Tournee zu spielen. Der Bassist Steve Kmak konnte an dieser Tour nicht teilnehmen, da er sich den Knöchel gebrochen hatte. Als Ersatz sprang Marty O’Brian ein, der in den Bands Methods of Mayhem und Kilgore aktiv ist. Während der Tournee sah man am Anfang des Disturbed-Sets den Sänger David Draiman blutend auf einem elektrischen Stuhl sitzen. Hiermit sollte symbolisch gezeigt werden, dass Menschen, die sich individuell entfalten wollen, von der Gesellschaft verurteilt werden.

### BelieveundMusic as a Weapon II(2002 bis 2005)

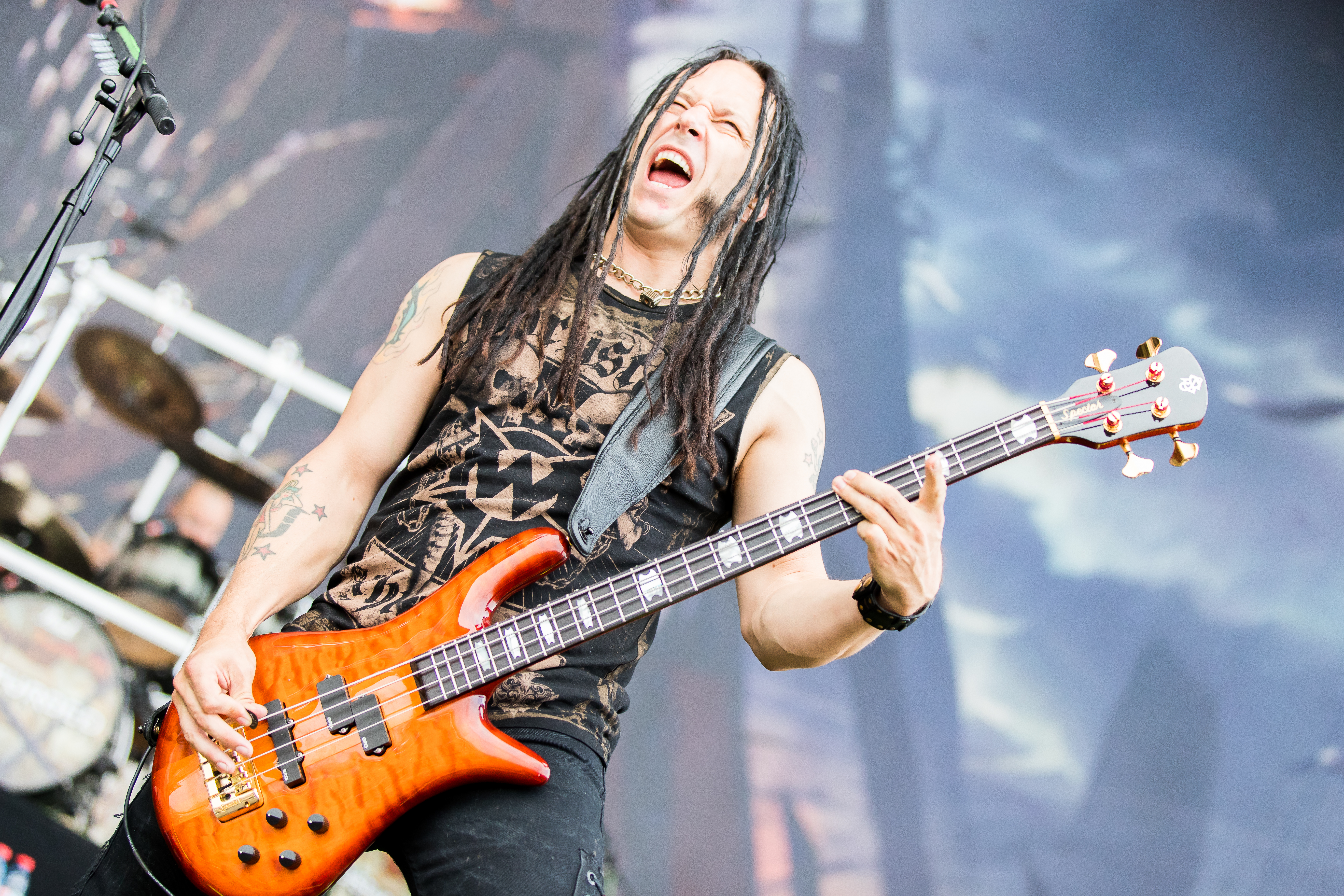
Bassist John Moyer (2016)

Im Juni 2002 veröffentlichten Disturbed ihre erste DVD namens M.O.L. Der Titel steht für „Meaning of Life“. Die DVD ist eine Dokumentation und zeigt die Band im Studio und auf Tournee sowie Musikvideos, Livemitschnitte und Interviews. Neben der DVD-Produktion nahm Disturbed im März und April 2002 ihr zweites Album Believe auf, welches melodischer als das Debüt ausfiel. Das Album wurde im September 2002 veröffentlicht und debütiert auf Platz eins der US-amerikanischen Albumcharts. Alleine in der ersten Woche werden in den USA mehr als 283.000 Einheiten verkauft. Bis heute wurde das Album in den USA mehr als zwei Millionen Mal verkauft. In Deutschland erreichte es Platz 68. Mit Prayer, Liberate und Remember wurden drei Singles ausgekoppelt.
2003 nahmen Disturbed erneut an der Ozzfest-Tournee teil und traten dieses Mal auf der Hauptbühne auf. Danach ging die Band zusammen mit Chevelle, Taproot und Unloco auf die Tournee Music as a Weapon-II. Das Konzert am 3. Mai 2003 in Chicago wurde mitgeschnitten und am 24. Februar 2004 mit dem Livealbum Music as a Weapon II veröffentlicht. Nach dem Ende der Tournee verließ der Bassist Steve Kmak die Band auf Grund von persönlichen Differenzen. Erst Ende April 2004 wurde mit John Moyer, der zuvor bei The Union Underground gespielt hatte, ein Nachfolger vorgestellt.
Am 8. Dezember 2004 wurde der ehemalige Pantera-Gitarrist Dimebag Darrell in Columbus während eines Konzerts erschossen. Weitere Crewmitglieder wurden bei dem Versuch, Darrell zu schützen, ebenfalls erschossen bzw. schwer verletzt. Um die Bestattungs- bzw. Krankenhauskosten zu sichern, spielten Disturbed zusammen mit Anthrax, Soil und Drowning Pool ein Benefizkonzert in Chicago. Disturbed spielten während ihres Sets zusammen mit Darrells Bruder Vinnie Paul das Panteralied Walk vom Album Vulgar Display of Power.

### Ten Thousand FistsundIndestructible(2005 bis 2009)

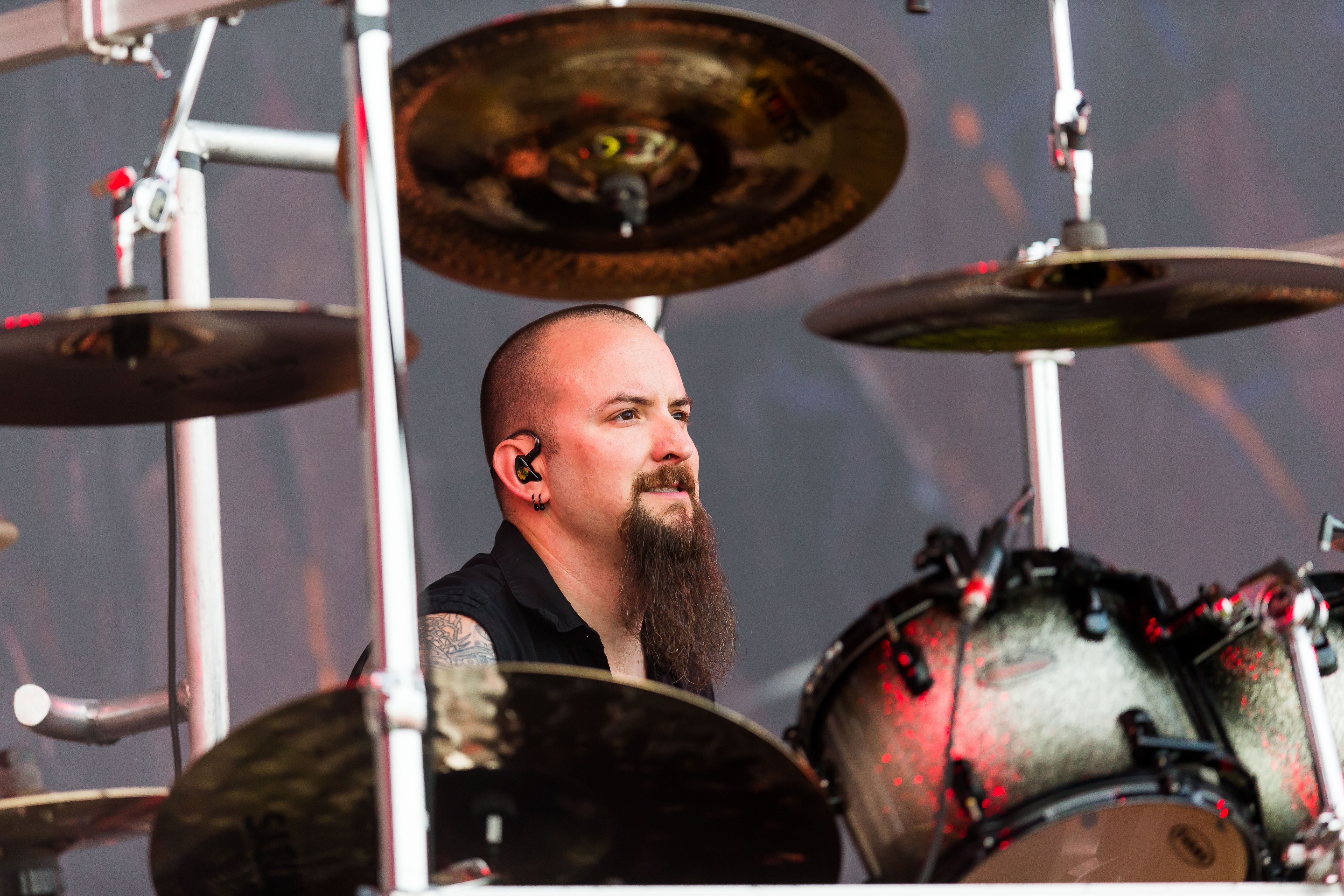
Schlagzeuger Mike Wengren (2016)

Im Frühjahr 2005 nahm Disturbed ihr drittes Album Ten Thousand Fists auf. Nach der Veröffentlichung am 19. September 2005 stieg es auf Platz eins der US-amerikanischen Albumcharts ein und verkaufte sich in der ersten Woche 238.000 Mal. Mit über zwei Millionen verkauften Einheiten erhielt das Album in den USA Doppelplatin. In Deutschland erreichte Ten Thousand Fists Platz 21 der Charts und wurde vom deutschen Magazin Rock Hard zum „Album des Monats“ gekürt.
Das Coverartwork wurde vom kanadischen Comiczeichner Todd McFarlane entworfen, der insbesondere für die Figur Spawn bekannt wurde. Mit den Liedern Guarded, Stricken, Just Stop, Ten Thousand Fists und der Genesis-Coverversion Land of Confusion wurden insgesamt fünf Singles ausgekoppelt. Im Herbst 2005 tourte die Band mit Ill Niño und 10 Years durch Nordamerika. Eine für das Frühjahr 2006 angesetzte Europatournee mit Nevermore musste zweimal verschoben werden, da Sänger David Draiman an einer Refluxösophagitis litt und seine Stimme schonen musste. Die Tour wurde im September 2006 nachgeholt. Ebenfalls 2006 war Disturbed Headliner der Tournee Music as a Weapon III, bei der sie von Stone Sour, Flyleaf und Nonpoint begleitet wurden.
Das Jahr 2007 begann für die Band mit einer längeren Schaffenspause, bevor man im Oktober 2007 mit den Aufnahmen für das vierte Studioalbum Indestructible begann. Zum ersten Mal produzierte die Band ihr Album selbst. Am 10. März 2008 spielten Disturbed zusammen mit Filter, den Pussycat Dolls und Jessica Simpson vor US-amerikanischen Soldaten in Kuwait. Veröffentlicht wurde das Album am 3. Juni 2008 und debütierte auf Platz eins der US-amerikanischen Albumcharts. Es verkaufte sich in der ersten Woche 252.000 Mal in den USA. Auch in Deutschland war das Album erfolgreich und erreichte Platz elf der Albumcharts.
Im Sommer 2008 spielten Disturbed zunächst auf zahlreichen europäischen Festivals wie z. B. Rock am Ring, bevor die Band im Herbst 2008 mit Shinedown als Vorgruppe durch Europa tourten. Für das Lied Inside the Fire wurde Disturbed für den Grammy in der Kategorie „Best Hardrock Performance“ nominiert. Der Preis ging jedoch an die Gruppe The Mars Volta. Im Frühjahr 2009 folgte die Tournee Music as a Weapon IV durch Nordamerika, bei der die Band von Killswitch Engage, Lacuna Coil und Chimaira begleitet wurde.

### Asylum,The Lost Childrenund unbefristete Pause (2009 bis 2015)

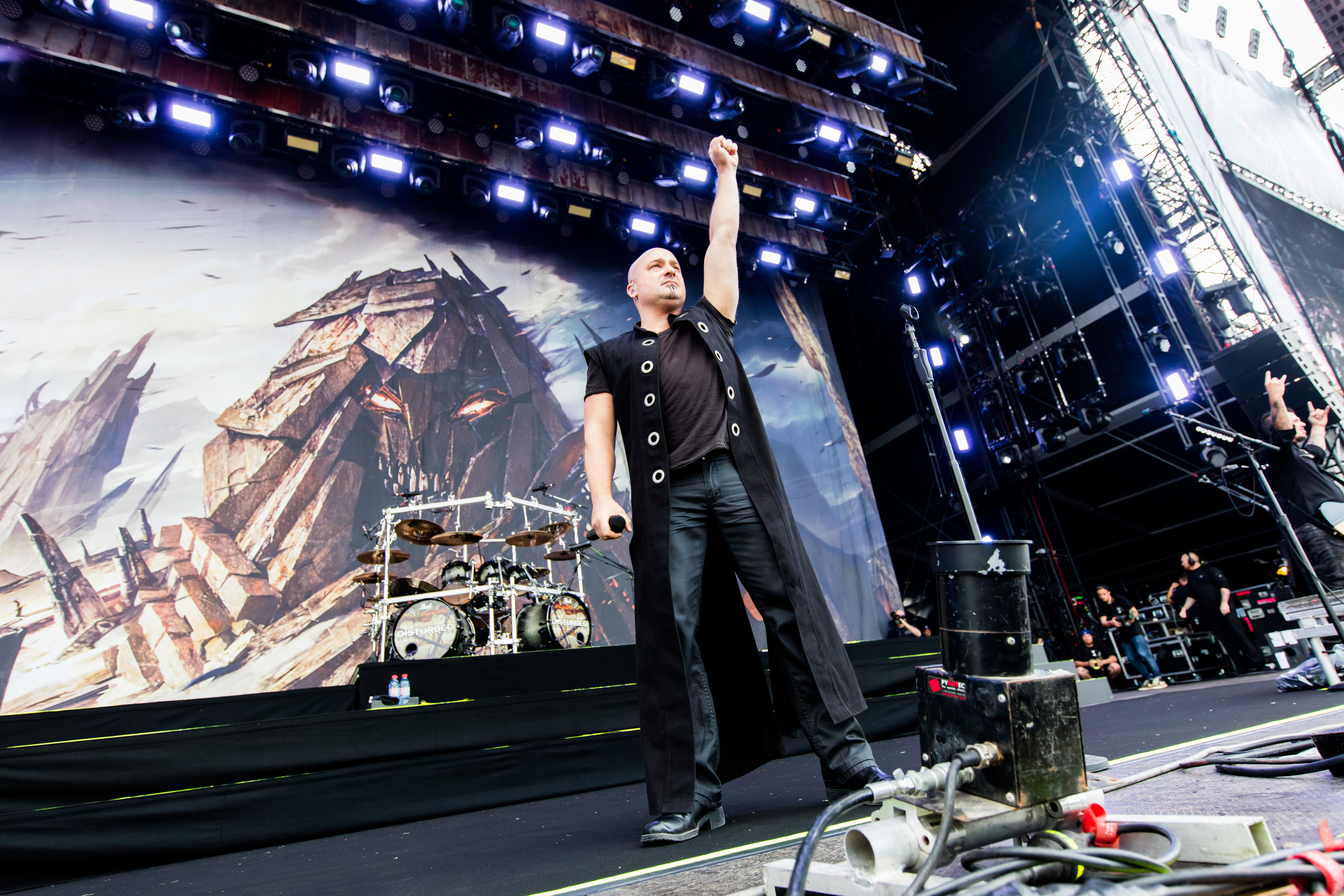
Disturbed beim Rock am Ring 2016

Ende 2009 begann die Band mit den Vorbereitungen für ihr fünftes Studioalbum und eine neue DVD. Die Aufnahmen für das neue Album Asylum dauerten von Februar bis April 2010. Produziert wurde das Werk erneut von Dan Donegan. Während des Studioaufenthalts nahm die Band noch eine Coverversion des Liedes Living After Midnight, im Original von Judas Priest, für eine Kompilation des britischen Metal Hammer auf. Asylum wurde am 28. August 2010 veröffentlicht. Die Vorabsingle Another Way to Die erreichte Platz 81 der US-amerikanischen Singlecharts und Platz eins der Hot Rock Songs. Auch dieses Album stieg auf Platz eins der US-amerikanischen Albumcharts ein und verkaufte sich in der ersten Woche 179.000 Mal. In Europa stellte Disturbed das neue Album im Rahmen der Tournee Taste of Chaos vor, die die Band zusammen mit Papa Roach, Buckcherry und Halestorm im November/Dezember 2010 nach Deutschland führte.
Im Juli 2011 kündigte die Band an, aus persönlichen Gründen eine unbefristete Pause einzulegen. Zuvor waren Gerüchte über eine mögliche Auflösung der Band im Umlauf. Dan Donegan erklärte wenige Jahre später, dass die Band den Fans und sich selbst eine Pause gönnen wollte und dass die Musiker aus der Routine ausbrechen wollten.
Am 8. November 2011 veröffentlichte die Band die Kompilation The Lost Children, auf dem B-Seiten, Raritäten und verschiedene Coverversionen zusammengestellt wurden. Im Januar 2012 schloss sich der Bassist und Sänger John Moyer der Band Adrenaline Mob an. Auch der Sänger David Draiman gründete im Mai 2012 seine neue Band Device, deren Debütalbum im April 2013 erschien. Dan Donegan und Mike Wengren gründeten zusammen mit dem Sänger Dan Chandler von der Band Evans Blue die Band Fight or Flight. Das Debütalbum erschien im Juli 2013.

### Comeback,ImmortalizedundLive at Red Rocks(2015 bis 2017)

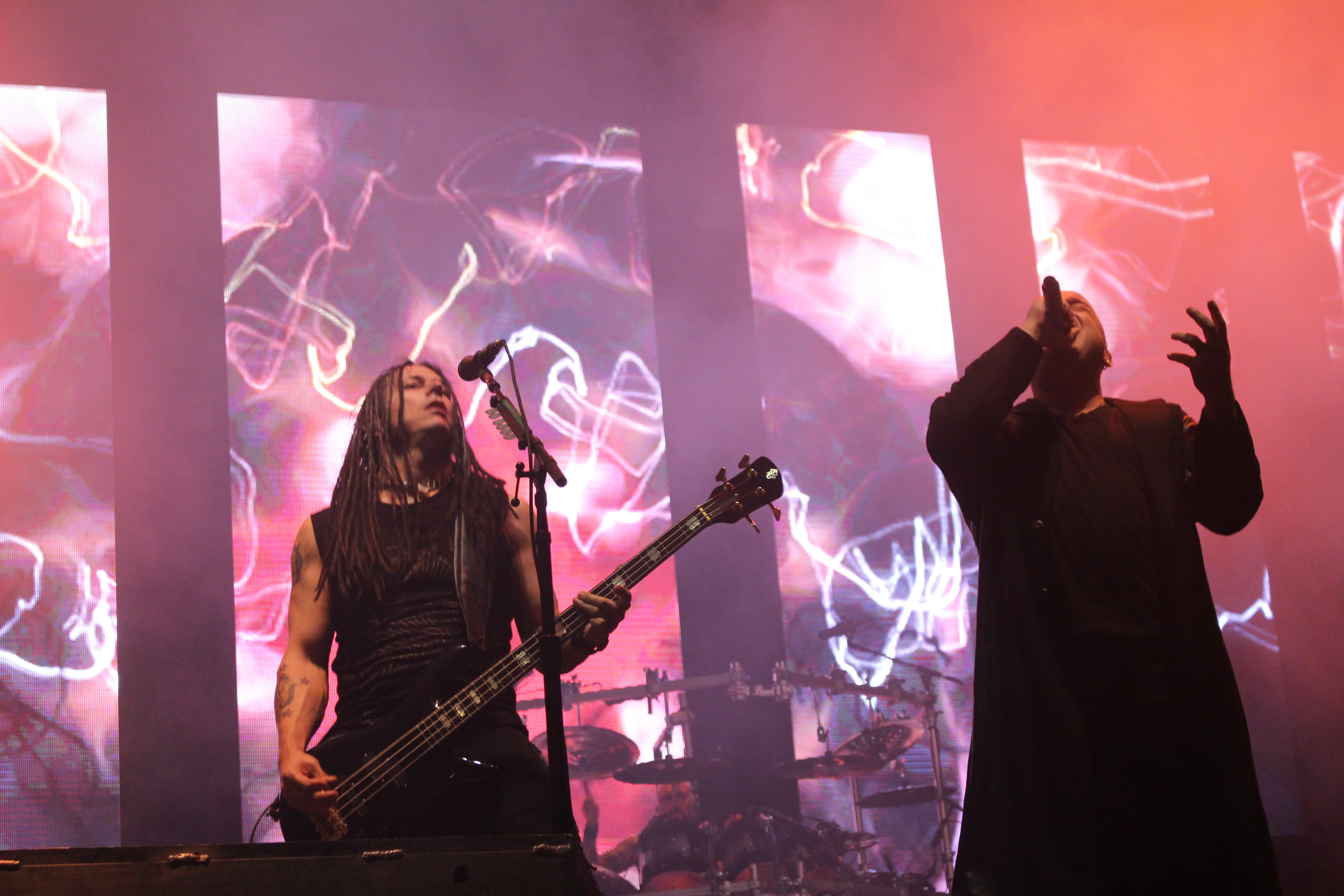
Moyer (links) und Draiman beim Nova Rock 2016

Ende April 2015 tauchten Gerüchte auf, dass die Band mit dem Produzenten Kevin Churko in Las Vegas an einem neuen Album arbeitet. Am 20. Juni 2015 wurde ein Video veröffentlicht, welches das Bandmaskottchen zeigte, das mit lebenserhaltenden Maßnahmen am Leben gehalten wurde. Zwei Tage später erwachte es und setzte sich auf. Gleichzeitig wurde ein 18-stündiger Countdown auf ihrer Website veröffentlicht. Einen Tag später gab die Band offiziell ihr Comeback bekannt, veröffentlichte ihren neuen Song The Vengeful One und kündigte ein neues Studioalbum an.
Immortalized erschien am 21. August 2015 und stieg auf Platz eins der US-amerikanischen und kanadischen und auf Platz zwei der deutschen und österreichischen Albumcharts ein. Bei der Echoverleihung 2017 wurde Immortalized in der Kategorie Band international nominiert, der Preis ging jedoch an Metallica. Das Album enthält eine Coverversion des Liedes The Sound of Silence von Simon & Garfunkel, die sich zum größten Hit der Bandgeschichte entwickelte. Die Single erreichte Platz eins der österreichischen Charts und wurde mit Platin ausgezeichnet. Auch in Deutschland wurde das Lied zum Top-10-Hit.
Das Lied wurde für den Grammy in der Kategorie Best Rock Performance nominiert, der Preis ging jedoch postum an David Bowie. Dass die R&B-Sängerin Beyoncé für ihre Zusammenarbeit mit Jack White ebenfalls nominiert worden war, bezeichnete David Draiman als „seltsam“. Disturbed spielten 2016 auf Festivals wie dem Download-Festival, dem Graspop Metal Meeting, dem Hellfest, dem Nova Rock, Chicago Open Air und dem Louder Than Life. Es folgten eine Sommertournee mit Breaking Benjamin und eine Herbsttournee mit Chevelle und Nothing More.
Am 18. November 2016 wurde das Livealbum Live at Red Rocks veröffentlicht, dass in der Nähe von Denver im Red Rocks Park aufgenommen worden war. Im Frühjahr 2017 folgte eine Europatournee mit Avenged Sevenfold. Nach dem Konzert in der Stuttgarter Hanns-Martin-Schleyer-Halle kam es zu einem tragischen Zwischenfall, als bei den Abbauarbeiten ein Roadie aus einer Höhe von 20 Metern in die Tiefe stürzte und einen Kollegen tödlich verletzte.

### EvolutionundDivisive(2018 bis 2024)

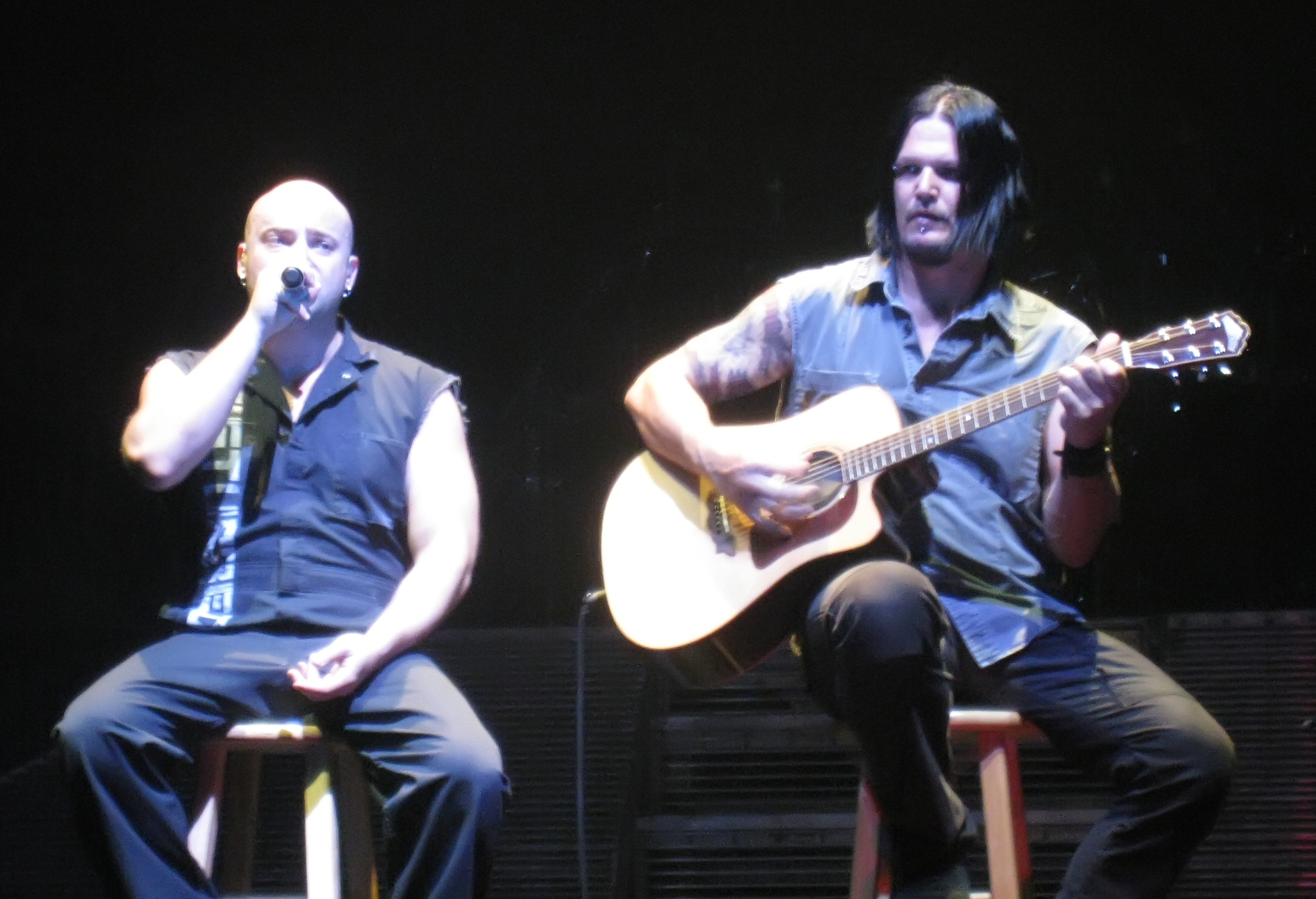
Draiman (links) und Donegan 2009

Seit Februar 2018 arbeitete die Band mit dem Produzenten Kevin Churko im Studio an neuer Musik. Es war lange unklar, ob ein neues Studioalbum oder die von David Draiman angedachte Akustik-EP aufgenommen wird. Im Juni 2018 wurde das Debütalbum The Sickness in den USA mit Fünffachplatin und Ten Thousand Fists mit Doppelplatin ausgezeichnet. Schließlich erschien am 19. Oktober 2018 das siebte Studioalbum Evolution, das auf Platz zwei der deutschen Albumcharts einstieg. In den Vereinigten Staaten erreichte das Album Platz vier und beendete den Lauf von fünf aufeinanderfolgenden Nummer-eins-Alben für die Band. Anfang 2019 startete eine Nordamerikatournee mit Three Days Grace. Während der Tour spielte Disturbed ein kurzes Konzert für die ABC-Late-Night-Show Jimmy Kimmel Live!. Es folgte eine Europatour mit der Vorgruppe Skindred. Zwischenzeitlich stellte Disturbed einen neuen Rekord auf, als die Band mit A Reason to Fight die sechste Nummer-eins-Single der Billboard Mainstream Rock Songs belegte. 
Im Sommer und Herbst 2019 spielte Disturbed eine weitere Nordamerikatournee mit den Vorgruppen Pop Evil bzw. In This Moment. Für den Sommer 2020 kündigte die Band eine Nordamerikatournee anlässlich des 20-jährigen Jubiläums des Debütalbums The Sickness an, die jedoch wegen der COVID-19-Pandemieabgesagt wurde. Nach einer längeren Pause kehrten Disturbed ab 25. September 2021 beim Festival Louder Than Life auf die Bühne zurück und begannen danach mit der Arbeit an ihrem achten Studioalbum. Zusammen mit dem Produzenten Drew Fulk arbeiteten die Musiker an einem Material, welches laut David Draiman nach „dem Wesentlichen“ von Disturbed klänge. Draiman ordnete die neuen Lieder irgendwo zwischen dem Debütalbum The Sickness und dem dritten Album Ten Thousand Fists ein. Das Album mit dem Titel Divisive erschien am 18. November 2022 und erreichte Platz neun der deutschen und Platz 13 der US-amerikanischen Albumcharts. Im Frühjahr und Sommer 2023 spielten Disturbed ihre Take Back Your Life-Tournee durch Nordamerika. Bei den Konzerten in Kanada wurde die Band von Theory of a Deadman begleitet, während in den USA Breaking Benjamin und Jinjer die Vorgruppen waren. Das Lied Bad Man wurde bei den Grammy Awards 2024 in der Kategorie Best Metal Performance nominiert. Der Preis ging jedoch an Metallica. Die Take Back Your Life-Tournee wurde Anfang 2024 in Nordamerika mit den Vorgruppen Falling in Reverse und Plush fortgesetzt.

### Neuntes Studioalbum (seit 2025)
Im Februar 2025 startete die Band in Nordamerika die The Sickness 25th Anniversary Tour an, bei der Disturbed das komplette Debütalbum sowie weitere Titel aus ihrem Katalog spielen und von Three Days Grace, Sevendust, Daughtry und Nothing More begleitet werden. Die Tournee soll im Herbst 2025 in Europa mit der Vorgruppe Megadeth fortgesetzt werden. In der Zwischenzeit nahm die Band mit dem Produzenten Drew Fulk noch ihr unbetiteltes neuntes Studioalbum auf, welches nach Auslaufen ihres bisherigen Plattenvertrages über das bandeigene Label Mother Culture Records erscheinen wird.

## Erscheinungsbild

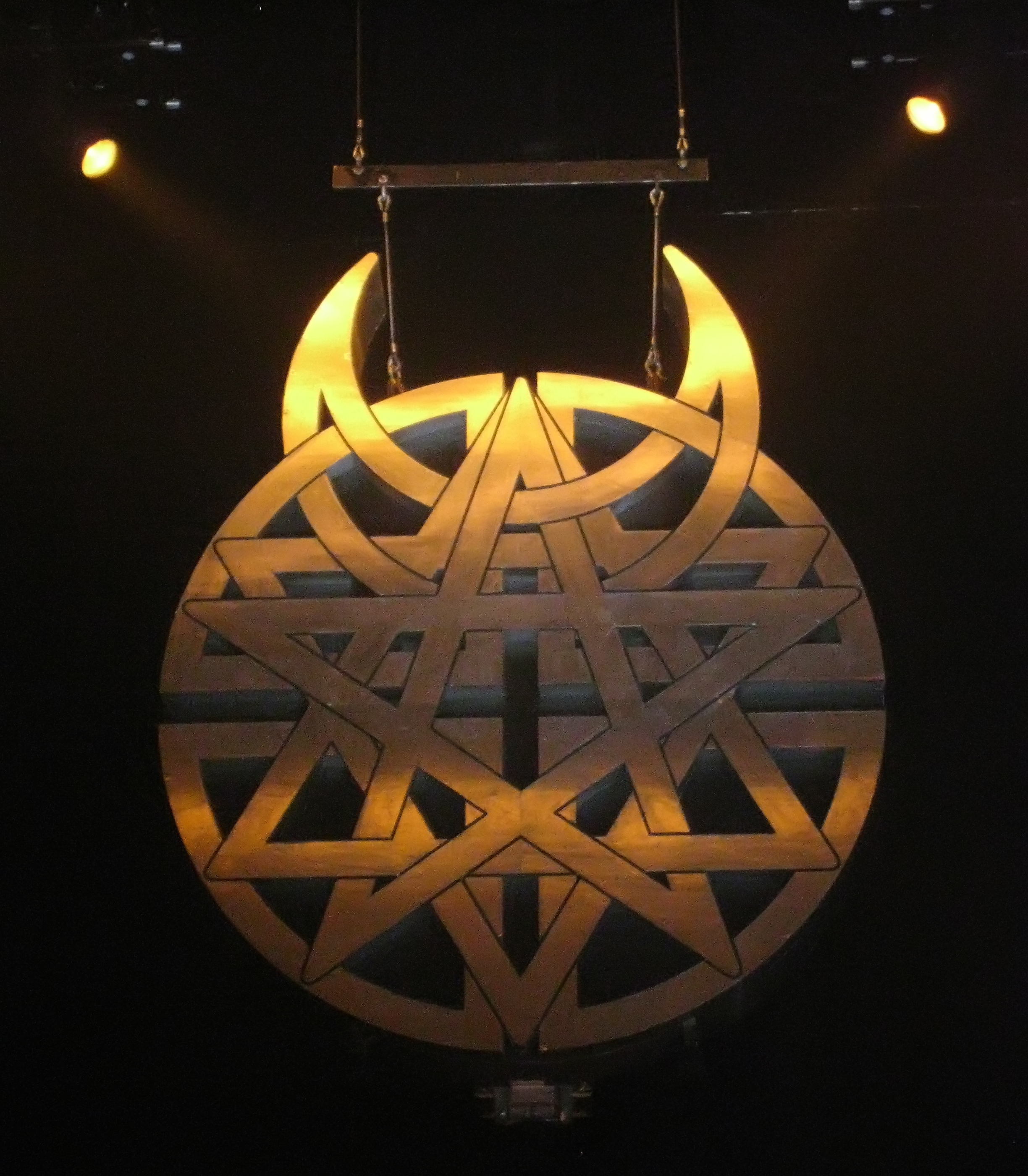
Das Bandlogo

### Bandlogo
Das Bandlogo ist eine Zusammensetzung aus Symbolen von vier verschiedenen Religionen. Involviert sind der Davidstern des Judentums, das Kreuz des Christentums, das Pentagramm der Wiccabewegung sowie die Mondsichel des Islams. Die Symbole sind ineinander verflochten und sollen Einheit, Glauben und Vertrauen repräsentieren. Das Logo entstand, als Sänger David Draiman seine Musik dafür nutzte, um die Auswirkungen von Religionen auf die Welt zu untersuchen. Da in dem Logo Symbole verschiedener Religionen verwendet werden, kann die Band religiöse Anspielungen verwenden, ohne eine gewisse Religion zu unterstützen oder zu verurteilen. Erstmals wurde das Bandlogo auf dem Cover des Albums Believe verwendet. Das US-amerikanische Onlinemagazin Loudwire stellte Disturbeds Bandlogo in einer Reihe der besten Bandlogos vor.

### Maskottchen
Das Maskottchen von Disturbed wird The Guy (engl. Der Typ) genannt. Ursprünglich war das Maskottchen eine Zeichnung eines grinsenden Gesichtes, wie es auf der Rückseite des Debütalbums The Sickness zu sehen ist. Nachdem The Guy dreimal digital bearbeitet wurde, wurde die Figur zum offiziellen Bandmaskottchen. David Finch zeichnete dann The Guy als vollständige Figur mit Körper. The Guy ist, abgesehen von The Sickness, Believe und Evolution, auf jedem Albumcover der Band zu sehen. Im Jahre 2021 veröffentlichte die Band in Zusammenarbeit mit Incendium die fünfteilige Comicserie The Dark Messiah, bei dem The Guy den Titelhelden spielt.

## Stil
Als Haupteinflüsse nennen Disturbed klassische Heavy-Metal-Bands wie Black Sabbath, Judas Priest, Iron Maiden, Queensrÿche, Metallica, modernere Metalbands wie Pantera, aber auch Progressive-Rock-Bands wie Rush. Die Band wurde anfangs oft dem Genre Nu Metal zugeordnet, wogegen sie sich allerdings wehrt. In einem Interview mit dem deutschen Rock-Hard-Magazin äußerte sich Gitarrist Dan Donegan zu dieser Thematik:

„Wir arbeiten so gut wie gar nicht mit Nu Metal-Elementen. Wir haben keinen DJ, bei uns gibt es keinen Rap, keine funky Gitarren. Stattdessen legen wir großen Wert auf fette Riffs der alten Schule, gute Melodien, Doublebass und etwas Pathos.“

Die genaue Genrezuordnung ist umstritten. Die Bezeichnungen reichen von Alternative Metal, Heavy Metal, Modern Metal bis zu Hard Rock. Uwe Schnädelbach vom deutschen Metalmagazin Rock Hard schrieb in seiner Rezension des Albums Ten Thousand Fists, dass der „eigenwillige Sound“ der Band „auf Elementen aus den Bereichen Thrash-, Power- und Nu Metal sowie Modern-Rock und Pop basiert“ und „nicht so recht in eine der gängigen Schubladen passt“. Weiterhin stellt er fest, dass die „am häufigsten angestellten Vergleiche mit Bands wie Tool, Metallica, Pantera, Iron Maiden, Manowar und Godsmack letztlich aber alle hinken“.

## Rezeption
Disturbed gehören zu den erfolgreichsten Metalbands der 2000er-Jahre. Sie haben bisher über 17 Millionen Alben verkauft. Die Alben Believe, Ten Thousand Fists, Indestructible, Asylum und Immortalized stiegen alle auf Anhieb auf Platz eins der US-amerikanischen Albumcharts ein. Damit sind Disturbed nach Metallica und der Dave Matthews Band erst die dritte Rockband, der dies mit fünf aufeinanderfolgenden Alben gelang. Erfolgreichstes Album bisher ist das Debütalbum The Sickness, welches in den USA mit Fünffachplatin für über fünf Millionen verkaufte Einheiten ausgezeichnet wurde.
Das Album Believe belegte in dem Buch „Best of Rock & Metal“, in dem das deutsche Rock Hard-Magazin die ihrer Meinung nach 500 besten Rock- und Metalalben auflistet, Platz 429. Wolf-Rüdiger Mühlmann bescheinigt der Band „große Melodien der alten Schule, Harmonien voller Pathos und ein[en] Frontmann […] mit einer kraftvollen, klaren Stimme voller Wiedererkennungswert“. Das US-amerikanische Magazin Loudwire führt Disturbed auf seiner Liste der 50 wichtigsten Metalbands des 21. Jahrhunderts.
2015 nahm die Band eine Coverversion des Top-500-Songs The Sound of Silence von Simon & Garfunkel auf. Als Paul Simon am 28. März 2016 die von einem Orchester begleitete Coverversion seines Liedes in der US-amerikanischen Talkshow Conan hörte, drückte er dem Sänger David Draiman per E-Mail seine Bewunderung und seinen Dank aus. Disturbeds Auftritt bei dieser Show war der erste überhaupt, der über 100 Millionen Mal bei YouTube abgerufen wurde.
Disturbed gewannen 2016 bei den Loudwire Music Awards den Preis in der Kategorie Best Rock Video. Bei den IHeart Radio Music Awards 2017 und 2020 wurde Disturbed als Rock Artist of the Year ausgezeichnet. Bei den Metal Hammer Awards 2018 wurde Draiman gemeinsam mit Judas Priest in der Kategorie Maximum Metal ausgezeichnet.

## Diskografie
Studioalben

| Jahr | Titel Musiklabel                   | Höchstplatzierung, Gesamtwochen, AuszeichnungChartplatzierungen (Jahr, Titel, Musiklabel, Platzierungen, Wochen, Auszeichnungen, Anmerkungen) | Höchstplatzierung, Gesamtwochen, AuszeichnungChartplatzierungen (Jahr, Titel, Musiklabel, Platzierungen, Wochen, Auszeichnungen, Anmerkungen) | Höchstplatzierung, Gesamtwochen, AuszeichnungChartplatzierungen (Jahr, Titel, Musiklabel, Platzierungen, Wochen, Auszeichnungen, Anmerkungen) | Höchstplatzierung, Gesamtwochen, AuszeichnungChartplatzierungen (Jahr, Titel, Musiklabel, Platzierungen, Wochen, Auszeichnungen, Anmerkungen) | Höchstplatzierung, Gesamtwochen, AuszeichnungChartplatzierungen (Jahr, Titel, Musiklabel, Platzierungen, Wochen, Auszeichnungen, Anmerkungen) | Höchstplatzierung, Gesamtwochen, AuszeichnungChartplatzierungen (Jahr, Titel, Musiklabel, Platzierungen, Wochen, Auszeichnungen, Anmerkungen) | Anmerkungen                                                                             |
| Jahr | Titel Musiklabel                   | DE | AT | CH | UK | US | Rock | Anmerkungen                                                                             |
| ---- | ---------------------------------- | --- | --- | --- | --- | --- | --- | --------------------------------------------------------------------------------------- |
| 2000 | The Sickness Giant Records         | DE81 a (1 Wo.)DE | — | — | UK— GoldUK | US29 ×5Fünffachplatin · (107 Wo.)US | — | Erstveröffentlichung: 7. März 2000 Verkäufe: + 5.485.000 Produzent: John Karkazis       |
| 2002 | Believe Reprise Records            | DE68 (1 Wo.)DE | AT42 (4 Wo.)AT | CH91 (2 Wo.)CH | UK41 Gold · (4 Wo.)UK | US1 ×2Doppelplatin · (53 Wo.)US | — | Erstveröffentlichung: 17. September 2002 Verkäufe: + 2.207.500 Produzent: John Karkazis |
| 2005 | Ten Thousand Fists Reprise Records | DE21 Gold · (5 Wo.)DE | AT37 (5 Wo.)AT | CH62 (2 Wo.)CH | UK59 Gold · (1 Wo.)UK | US1 ×3Dreifachplatin · (82 Wo.)US | Rock9 (11 Wo.)Rock | Erstveröffentlichung: 20. September 2005 Verkäufe: + 3.415.000 Produzent: John Karkazis |
| 2008 | Indestructible Reprise Records     | DE11 Gold · (14 Wo.)DE | AT10 (24 Wo.)AT | CH15 (6 Wo.)CH | UK20 Gold · (3 Wo.)UK | US1 ×2Doppelplatin · (67 Wo.)US | Rock1 (42 Wo.)Rock | Erstveröffentlichung: 30. Mai 2008 Verkäufe: + 2.495.794 Produzent: Dan Donegan         |
| 2010 | Asylum Reprise Records             | DE4 (9 Wo.)DE | AT3 (17 Wo.)AT | CH14 (5 Wo.)CH | UK7 Silber · (3 Wo.)UK | US1 Gold · (31 Wo.)US | Rock1 (30 Wo.)Rock | Erstveröffentlichung: 27. August 2010 Verkäufe: + 805.000 Produzent: Dan Donegan        |
| 2015 | Immortalized Reprise Records       | DE2 Platin · (60 Wo.)DE | AT2 Gold · (52 Wo.)AT | CH5 (36 Wo.)CH | UK8 Gold · (24 Wo.)UK | US1 ×2Doppelplatin · (86 Wo.)US | Rock1 (89 Wo.)Rock | Erstveröffentlichung: 21. August 2015 Verkäufe: + 2.607.500 Produzent: Kevin Churko     |
| 2018 | Evolution Reprise Records          | DE2 (17 Wo.)DE | AT5 (5 Wo.)AT | CH4 (6 Wo.)CH | UK7 (3 Wo.)UK | US4 (12 Wo.)US | Rock1 (19 Wo.)Rock | Erstveröffentlichung: 19. Oktober 2018 Produzent: Kevin Churko                          |
| 2022 | Divisive Reprise Records           | DE9 (5 Wo.)DE | AT11 (2 Wo.)AT | CH11 (2 Wo.)CH | UK17 (1 Wo.)UK | US13 (2 Wo.)US | Rock3 (1 Wo.)Rock | Erstveröffentlichung: 18. November 2022 Produzent: Drew Fulk                            |

grau schraffiert: keine Chartdaten aus diesem Jahr verfügbar